# Toshiko Takeya
Toshiko Takeya (jap. 竹谷とし子) (ur. 30 września 1969 w Shibetsu na Hokkaido) – japońska polityk, deputowana do Izby Radców (2010–2016, od 2016) z ramienia partii Kōmeitō z okręgu Tokio.

## Życiorys
Toshiko Takeya urodziła się 30 września 1969 roku w Shibetsu na Hokkaido. W 1992 roku ukończyła ekonomię na uniwersytecie Sōka. Po studiach pracowała jako audytor i specjalistka do spraw podatkowych. Zaangażowała się w działalność polityczną z ramienia partii Kōmeitō.
W wyborach w 2010 roku została wybrana do Izby Radców z okręgu Tokio. W 2013 roku zasiadała w komisji ds. katastrof naturalnych, a w 2014 roku pełniła funkcję parlamentarnego sekretarza w ministerstwie finansów. W 2016 roku ponownie uzyskała mandat deputowanej. Obecnie zasiada w komisji ds. środowiska, komisji ds. audytu oraz w specjalnej komisji ds. konsumentów (stan na marzec 2019).   